# Daniel MacDonald (luchador)
Daniel MacDonald (Toronto, Canadá, 1909) fue un deportista canadiense especialista en lucha libre olímpica donde llegó a ser subcampeón olímpico en Los Ángeles 1932.

## Carrera deportiva
En los Juegos Olímpicos de 1932 celebrados en Los Ángeles ganó la medalla de plata en lucha libre olímpica estilo peso wélter, tras el estadounidense Jack van Bebber (oro) y por delante del finlandés Eino Leino (bronce).